# بنو فون آرنت
بنو فون آرنت (آلمانی: Benno von Arent؛ ‏ ۱۹ ژوئیهٔ ۱۸۹۸ – ۱۴ اکتبر ۱۹۵۶) معمار، طراح صحنه، کارگردان فیلم و سیاستمدار اهل آلمان و همچنین از اعضای اس‌اس و حزب ناسیونال سوسیالیست کارگران آلمان بود.
وی در جنگ جهانی اول شرکت داشت و سپس به فرای‌کور و رایشسور پیوست. او همچنین بعدها یکی از اعضای جنبش فلکیش و «لیگ مبارزان برای فرهنگ آلمان» شد که افکار یهودستیزانه داشتند.